# Гаванский рабочий городок
Га́ванский рабочий городок — памятник архитектуры. Расположен в Василеостровском районе Санкт-Петербурга, современный адрес — Малый проспект Васильевского острова, 69-71, Гаванская улица, 47. В состав охраняемого комплекса входят 5 жилых корпусов, служба и ограда.
Комплекс построен в 1904—1906 годах по проекту Н. В. Дмитриева (специально командированного в Западную Европу для изучения опыта постройки дешёвого жилья) при участии В. А. Фёдорова по инициативе Д. А. Дриля (учредившего Товарищество устройства и улучшения жилищ для трудящегося нуждающегося населения, оно же позднее Товарищество борьбы с жилищной нуждой) в качестве социального и градостроительного эксперимента.
Земля под строительство была куплена у Е. Г. Саксен-Альтенбургской, закладка первых трёх домов состоялась 28 апреля и 12 июня 1904 года. Для семей было спроектировано 200 квартир в 1-3 комнаты, ещё 110 комнат с общими кухнями было создано для одиноких жильцов. В одном из зданий на первом этаже было сделано четырёхклассное училище, в двух домах в торцах были сделаны магазин и ясли. Чайная-столовая, читальный зал и библиотека были спроектированы в выступе среднего дворового корпуса. Кроме того, в плане были часовня, скверы и игровая площадка. Комплекс застроен не периметрально, в строчной системе, между домами сделаны свободные проходы и дворы. Стиль зданий рационален, связан с «кирпичным стилем», украшением служит чередование и контраст кирпичной кладки и оштукатуренных частей, ажурные деревянные кронштейны и фронтоны с острым верхом. В декоре нет разницы между оформлением со стороны улицы и со стороны двора. Для защиты при наводнениях дома были приподняты над улицей, окна первого этажа были расположены высоко.
Жильцы домов были арендаторами, но стоимость аренды была значительно ниже платы за проживание в доходных домах: 8,5-12 рублей в месяц за однокомнатную квартиру, от 13 до 19 рублей за двухкомнатную, от 17 до 23 рублей за трёхкомнатную, цена за комнату — от 3,5 на одного до 10 на четырёх человек.
В 1920-х годах на месте библиотеки и лекционного зала открылся клуб им. Борисова завода «Севкабель» с гимнастическим залом и кинозалом с эстрадой (для кинозала к зданию была пристроена кинобудка).
В послевоенное время капитальный ремонт в зданиях не проводился. В 2019 году дома комплекса вошли в перечень 255 многоквартирных домов — памятников архитектуры с особо сложными фасадами, которые предполагается отреставрировать по программе КГИОП «Наследие».
С начала 1980-х годов на брандмауэре дома № 69 расположено живописное панно панно 15×5 м. По одной версии, его создали студенты Мухинского училища, изобразившие сидящего под деревом озарённого светом Будду. Панно создано из 250 килограмм зелёной, красной, жёлтой, синей и коричневой краски, нанесённых на сырую штукатурку, работа шла почти полгода. По другой версии, мурал носит название «Вода — это жизнь», фигура олицетворяет Мать-Землю, а создали его приехавшие в рамках американо-советского проекта «Все за одну Землю» американские художники Сьюзан Сервантес, Луис Сервантес, Карлос Лорка (Гватемала) и петербуржец Николай Богомолов (а также ещё 15 помощников, включая дочь Николая, которой на тот момент было 9 лет).

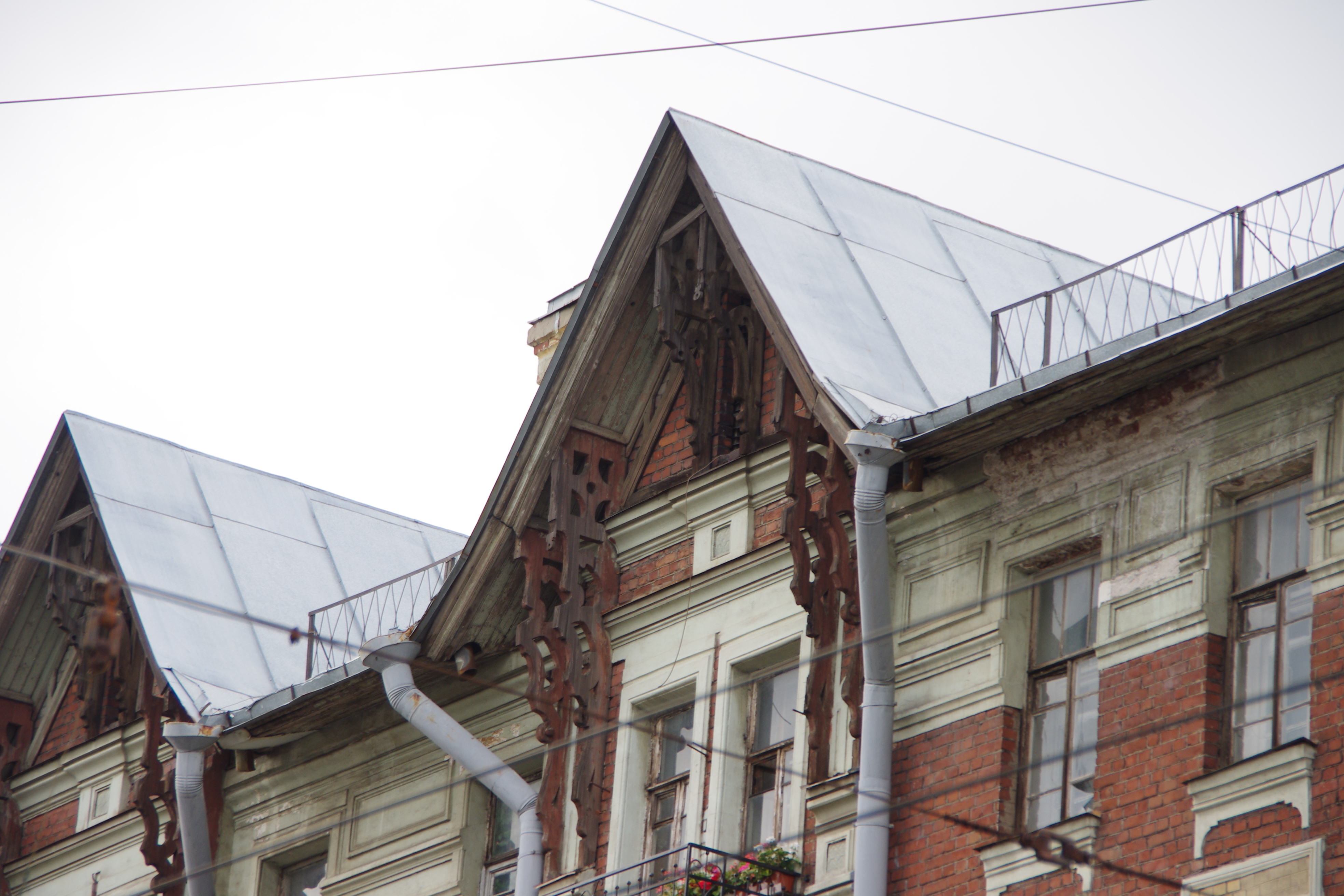
Резные детали
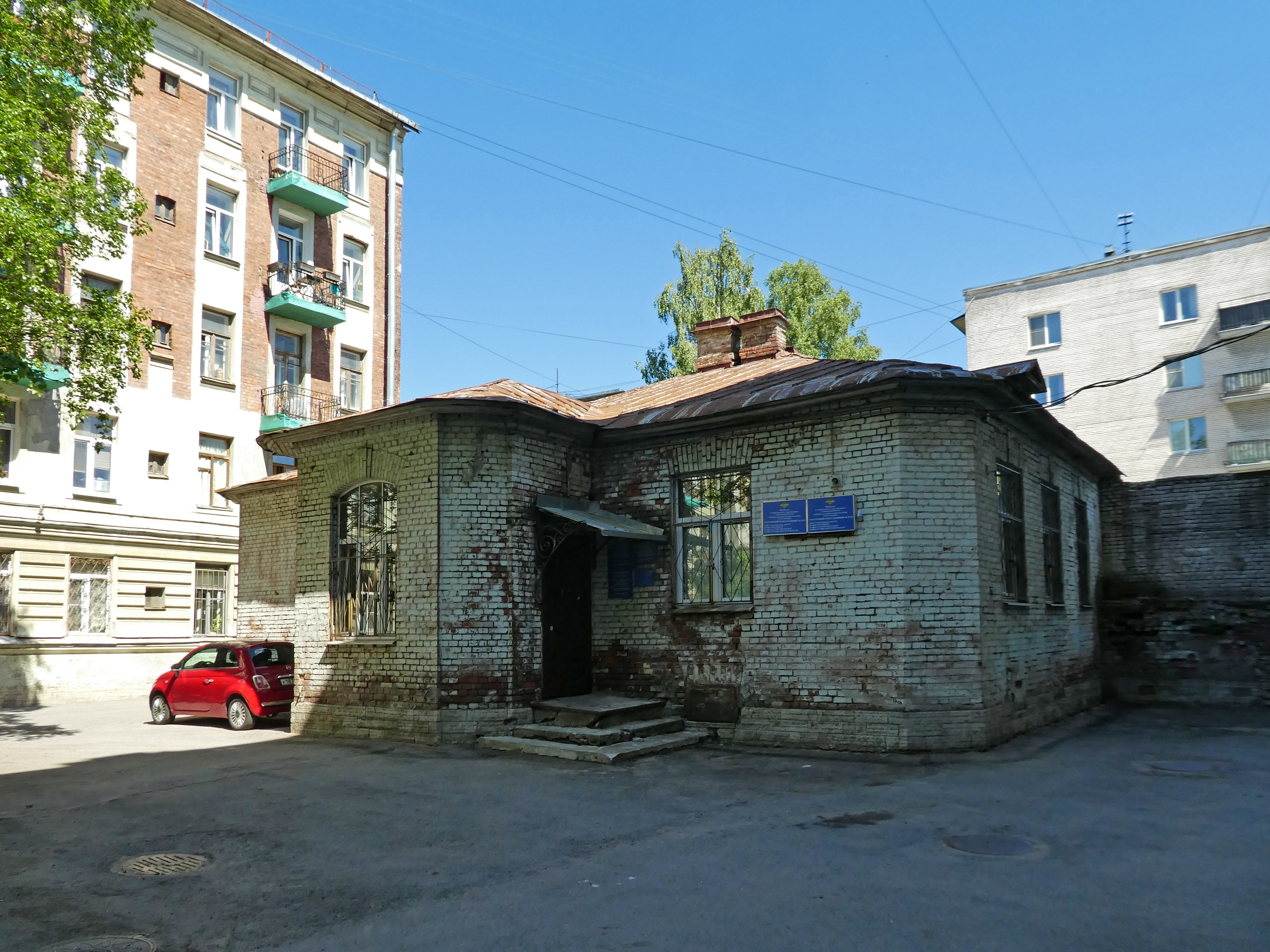
Служба
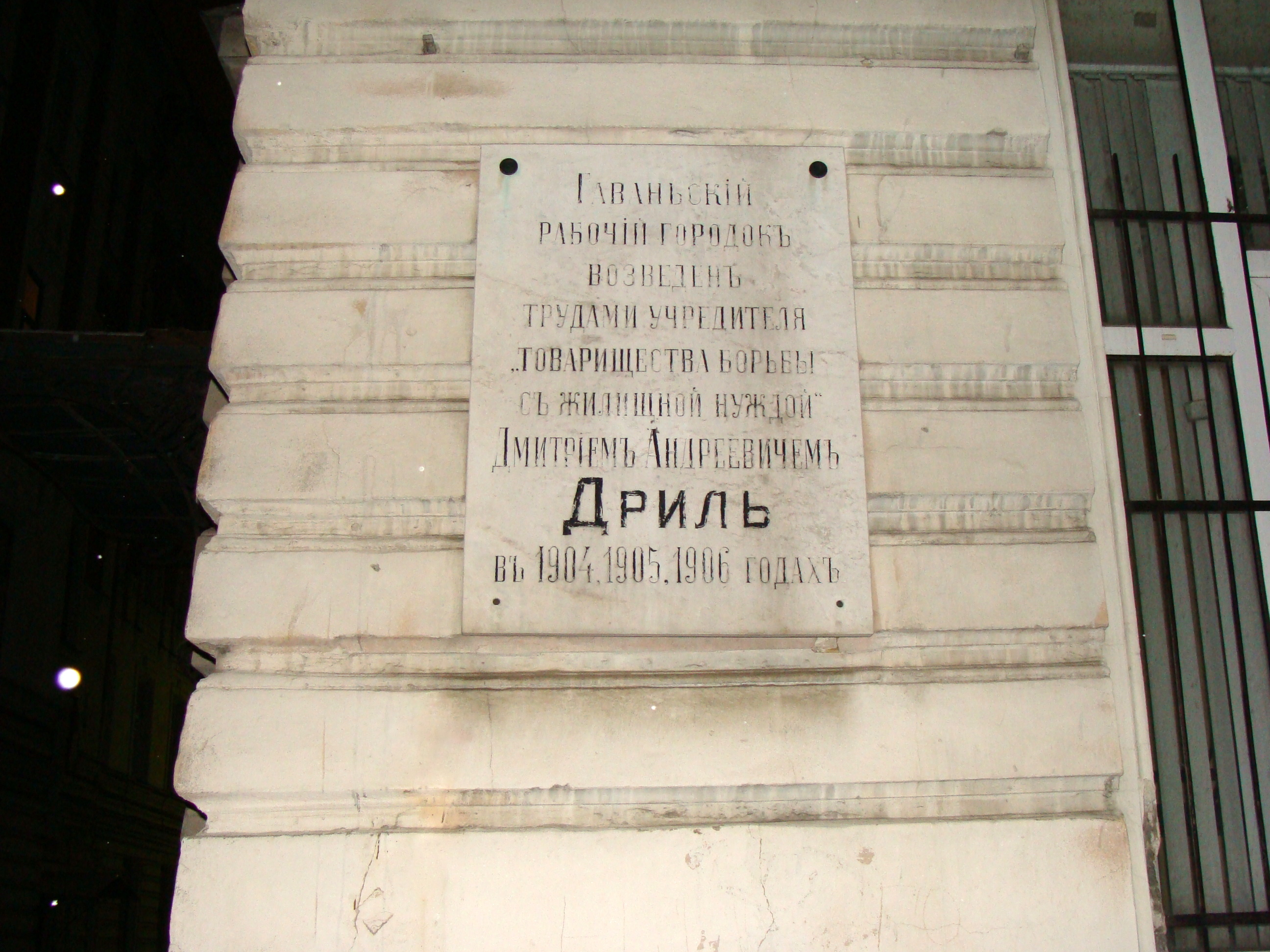
Памятная доска основателю городка
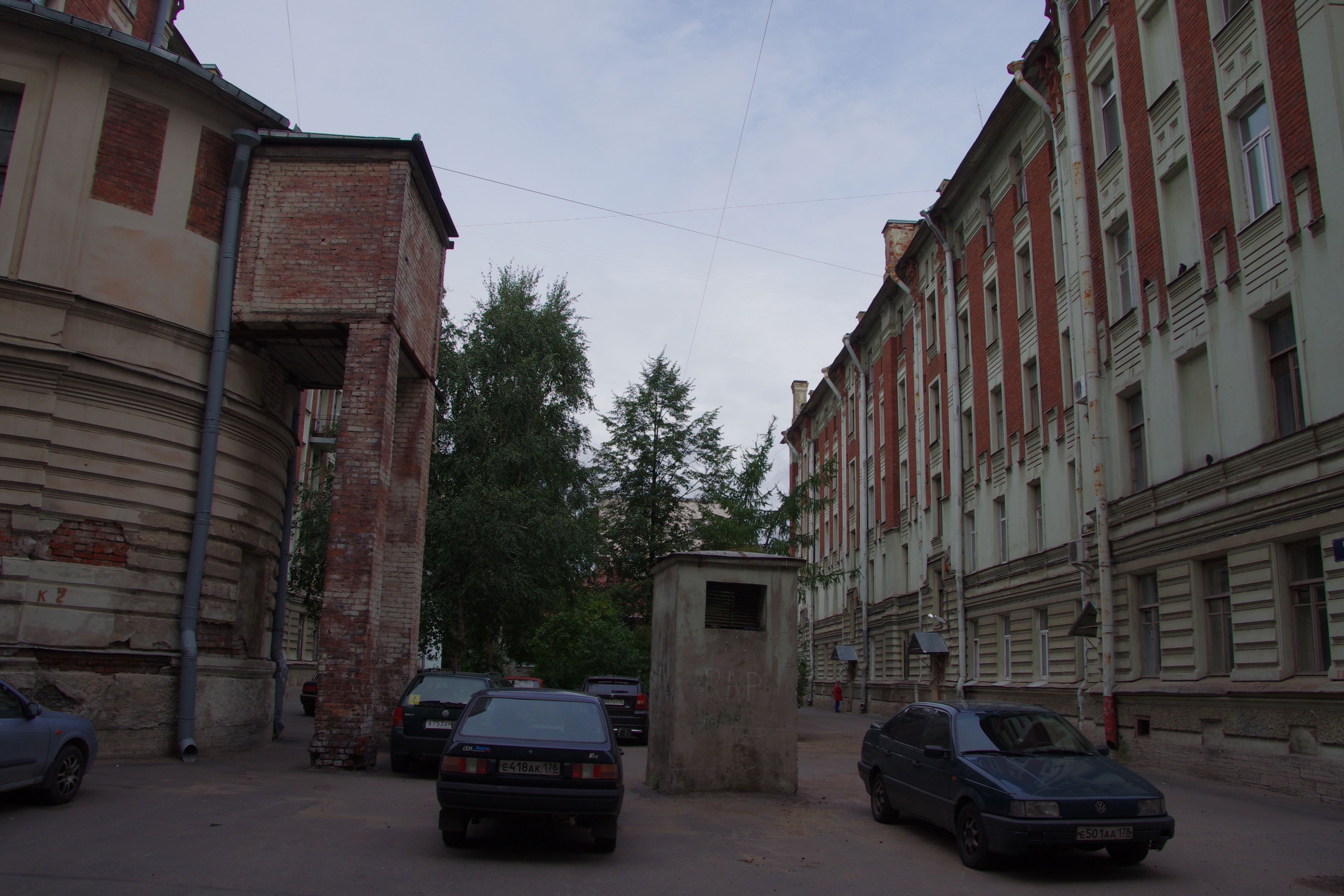
Корпус с пристроенной кинобудкой
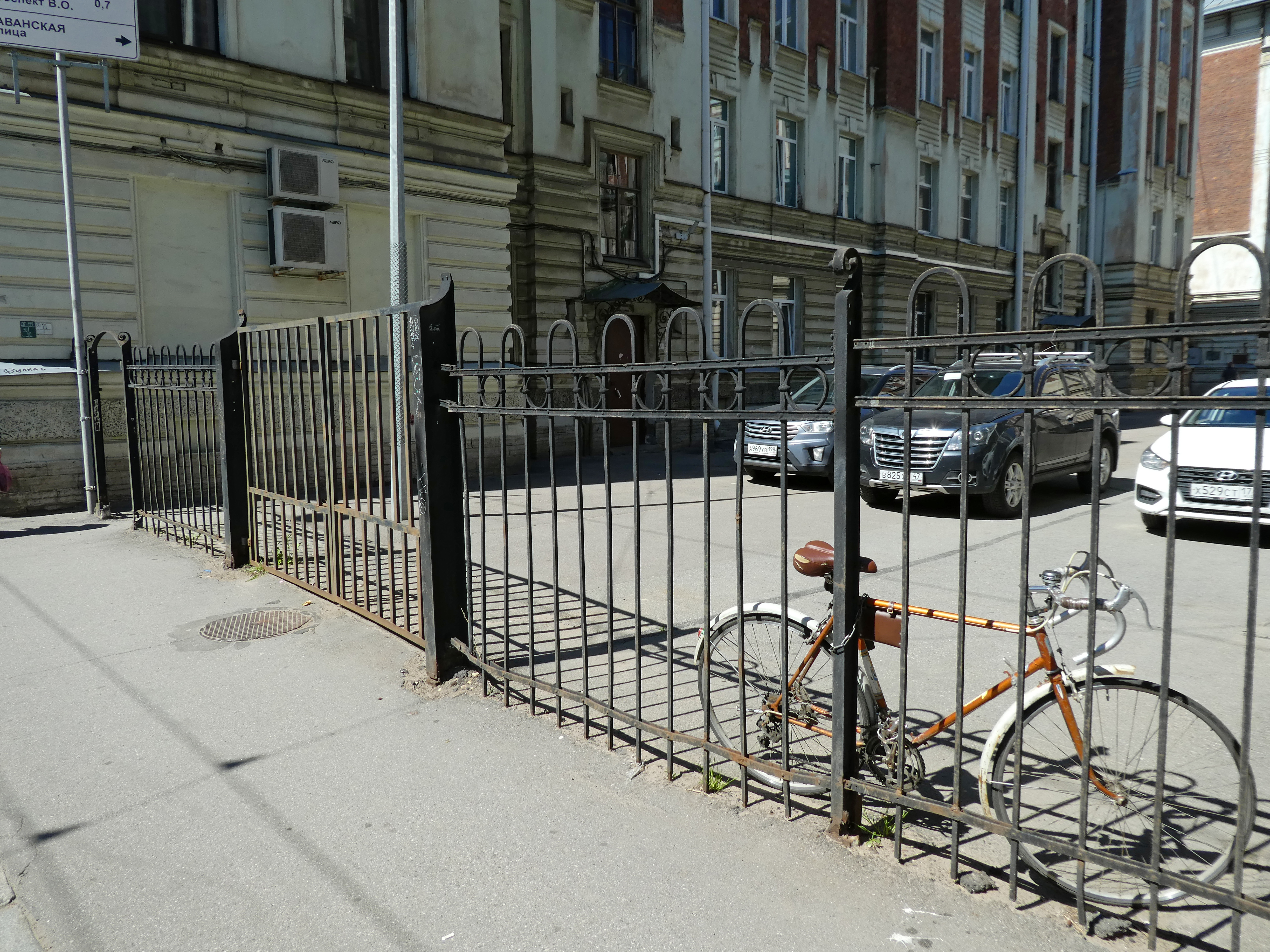
Ограда